# 기온 감률
기온 감률은 고도가 상승함에 따라 대기의 온도가 감소하는 비율이다. 이 용어는 일반적으로 지구의 대류권에 적용되는 경우가 많지만, 이 개념은 중력에 의해 묶여진 기체로 확장될 수 있다.

## 의미
"the Glossary of Meteorology"의 공식 정의는 다음과 같다:
높이에 따른 온도의 감소에서 별도로 명시되지 않은 한, 온도가 변수이다.
일반적으로 기온 감률은 고도 변화에 따른 온도 변화율이므로 다음과 같다.
{\displaystyle \gamma =-{\frac {dT}{dz}}}
여기서  {\displaystyle \gamma }는 온도 단위로 주어진 기온 감률을 고도 단위로 나눈 값이며 T = 온도, z= 고도이다.

## 대류 및 단열 팽창

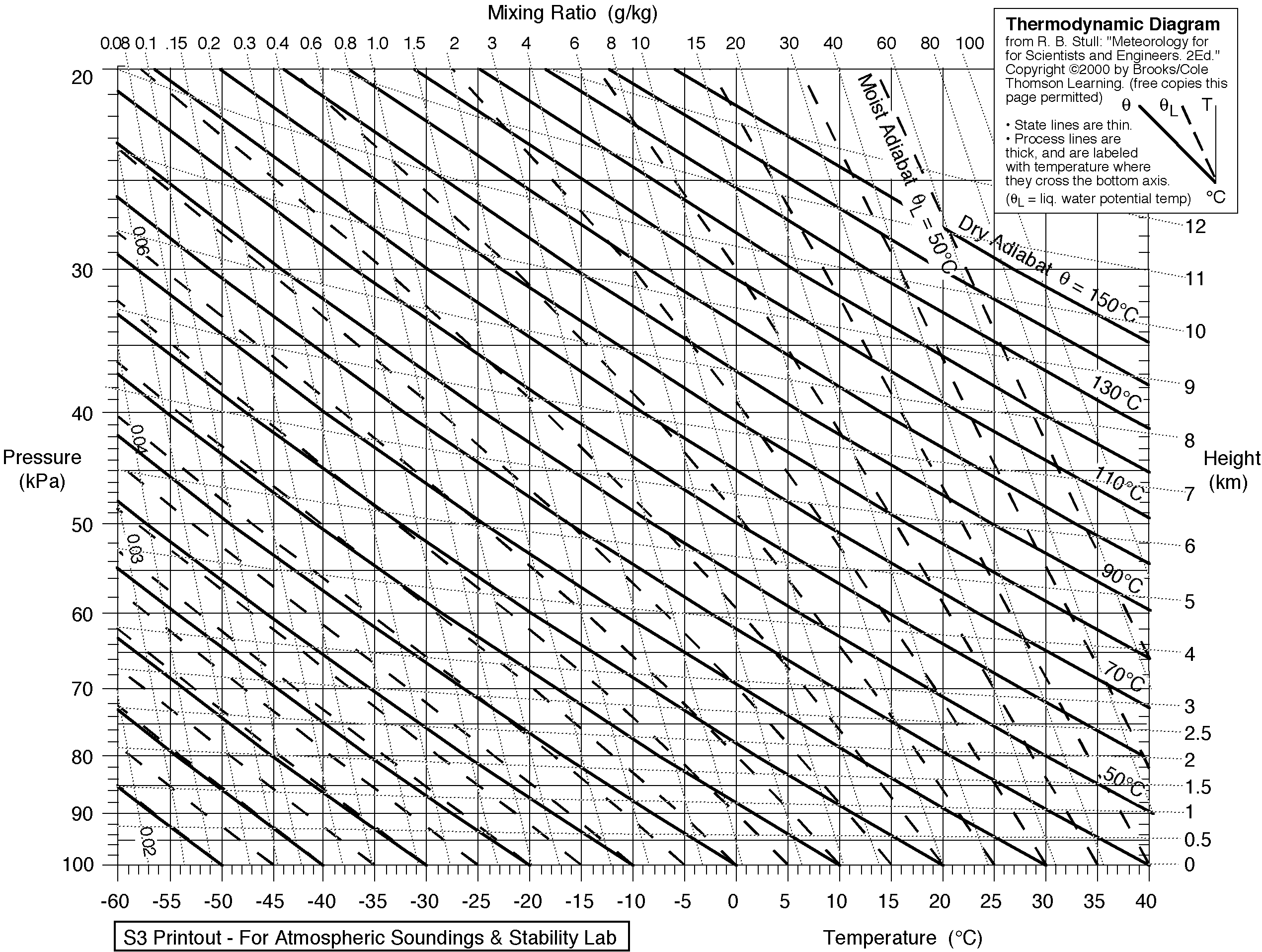
단열선도 압력과 온도에 따른 건조단열(굵은 선)과 습윤단열(파선)의 변화를 도여주는 도표

대기의 온도 분포는 복사와 대류 사이의 상호 작용의 결과이다. 태양광이 지표면이 지표면을 가열하고, 이때 지표면이 표면의 공기를 가열한다. 지표면에서 우주로 방출되는 복사열이 유일하다면, 대기 중 기체의 온실효과는 대략 333K (60 °C; 140 °F)를 유지할 것이고, 온도는 고도에 따라 기하 급수적으로 감소할 것이다.
그러나 공기가 뜨거울 때 팽창하는 경향이 있어 공기의 밀도가 감소한다. 따라서, 뜨거운 공기는 상승하여 열을 위로 이동시키는 경향이 있다. 이것은 대류의 과정이다. 대류는 주어진 고도의 공기가 같은 높이의 다른 공기와 같은 밀도를 가질 때 평형을 이룬다.
공기덩어리가 팽창할 때, 주위의 공기를 밀어 일을 한다(열역학). 공기덩어리는 일을 하지만, 열이 없으므로 내부 에너지를 잃어 온도가 낮아진다. 열을 교환하지 않고 팽창과 수축을 하는 과정은 단열 과정이다. 단열이라는 용어는 공기덩어리 안팎으로 열이 전달되지 않는다는 것을 의미한다. 공기는 열전도도가 낮고 공기의 부피가 매우 크기 때문에 전도에 의한 열 전달은 무시할 정도로 작다.
공기에 대한 단열 과정은 특유의 온도-압력 곡선을 가지므로 과정은 감속 비율을 결정한다. 공기가 거의 물을 포함하지 않을 때, 감률은 건조감률을 따른다고 알려져 있다. 이때 기온 감률은 9.8 °C/km이다(3.0 °C/1,000ft) (5.38 °F/1,000ft). 그 반대는 하강하는 공기덩어리에 대해 적용된다.
지구 대기에서 대류권(고도 약 12km(39,000ft)까지)만 대류가 일어난다: 성층권은 일반적으로 대류가 일어나지 않는다. 그러나 일부 예외적으로 강력한 대류과정, 특히 심한 뇌우과 관련된 화산 분출 기둥과 overshoot 상층부는 대류권을 통과하여 성층권으로 대류를 국부적으로 일으킬 수 있다.
단열 감률의 값은 단열 과정을 정의하는 열역학에서 수학적으로 유도할 수 있다:
{\displaystyle PdV=-VdP/\gamma }
열역학 제 1법칙은 다음과 같이 쓸 수 있다.
{\displaystyle mc_{v}dT-Vdp/\gamma =0}
또한: {\displaystyle \alpha =V/m} and: {\displaystyle \gamma =c_{p}/c_{v}} 이고 우리는 이것을 이렇게 쓸 수 있다:
{\displaystyle c_{p}dT-\alpha dP=0}
여기서 {\displaystyle c_{p}}는 일정한 압력에서의 비열이며 {\displaystyle \alpha }는 비부피이다.
정역학 평형에서의 대기를 가정하면;
{\displaystyle dP=-\rho gdz}
여기서 g는 표준 중력이고, {\displaystyle \rho }는 밀도이다. 압력을 제거하기 위해 이 두 방정식을 결합하여 DALR(dry adiabatic lapse rate, 건조단열감률)에 대한 결과에 도달한다.
{\displaystyle \Gamma _{d}=-{\frac {dT}{dz}}={\frac {g}{c_{p}}}=9.8\ ^{\circ }\mathrm {C} /\mathrm {km} }

## 습윤 단열 감률
대기 내의 수분의 존재는 대류 과정을 복잡하게 만든다. 수증기는 기화 잠열(응결열)을 포함한다. 공기가 상승하고 냉각되면 결국 포화되어 수증기의 양을 유지할 수 없다. 수증기는 응결되어 구름을 형성하고 열을 방출한다. 포화되기 전에 상승하는 공기는 건조 단열 감률을 따른다. 하지만 포화 후, 상승하는 공기는 습윤 단열 감률을 따른다. 잠열의 방출은 뇌우 살생에 중요한 에너지원이다.
건조 단열 감률은 9.8 °C/km (5.38 °F/1,000ft)로 일정하지만 습윤 단열 감률은 온도에 따라 크게 다르다. 일반적인 값은 약 5 °C/km(9 °F/km, 2.7 °F/1,000ft, 1.5 °C/1,000ft)이다. 습윤 단열 감률의 공식은 다음과 같다:
{\displaystyle \Gamma _{w}=g\,{\frac {1+{\dfrac {H_{v}\,r}{R_{sd}\,T}}}{c_{pd}+{\dfrac {H_{v}^{2}\,r}{R_{sw}\,T^{2}}}}}=g\,{\frac {R_{sd}\,T^{2}+H_{v}\,r\,T}{c_{pd}\,R_{sd}\,T^{2}+H_{v}^{2}\,r\,\epsilon }}}
| 이 때:                                             |                                                                                     |
| {\displaystyle \Gamma _{w}}                        | = 습윤 단열 감률, K/m                                                               |
| {\displaystyle g}                                  | = 지구의 중력 가속도 = 9.8076 m/s2                                                  |
| {\displaystyle H_{v}}                              | = 물의 증발열 = 2501000 J/kg                                                        |
| {\displaystyle R_{sd}}                             | = 건조 공기의 기체 상수 = 287 J kg−1 K−1                                            |
| {\displaystyle R_{sw}}                             | = 수증기의 기체 상수 = 461.5 J kg−1 K−1                                             |
| {\displaystyle \epsilon ={\frac {R_{sd}}{R_{sw}}}} | =수증기에 대한 기체 상수에 대한 건조 공기의 기체 상수 = 0.622                       |
| {\displaystyle e}                                  | = 포화된 공기의 수증기압                                                            |
| {\displaystyle p}                                  | = 포화된 공기의 기압                                                                |
| {\displaystyle r=\epsilon e/(p-e)}                 | = 건조한 공기의 질량에 대한 수증기의 질량의 혼합 비율은 다음과 같이 계산할 수 있다. |
| {\displaystyle T}                                  | = 포화 공기의 온도, K                                                               |
| {\displaystyle c_{pd}}                             | = 일정한 압력에서의 건조 공기의 비열 = 1003.5 J kg−1 K−1                            |

## 환경 단열 감률
환경 단열 감률(ELR, Environmental Lapse Rate)은 주어진 시간과 장소에서 정지 대기의 고도에 따른 온도의 감소율이다.
평균적으로 국제 민강항공기구 (ICAO)는 해수면에서 11km(36,090ft 또는
6.8mi)까지의 기온 감률이 6.49K/km로 ISA에서 가장 낮은 온도이다. 표준대기에는 습기가 없다. 이상화 된 ISA와는 달리, 실제 대기의 온도가 항상 높이와 함께 일정한 속도로 떨어지는 것은 아니다. 예를 들어 고도에 따라 온도가 상승하는 역전층이 있을 수 있다.

## 날씨에 미치는 영향

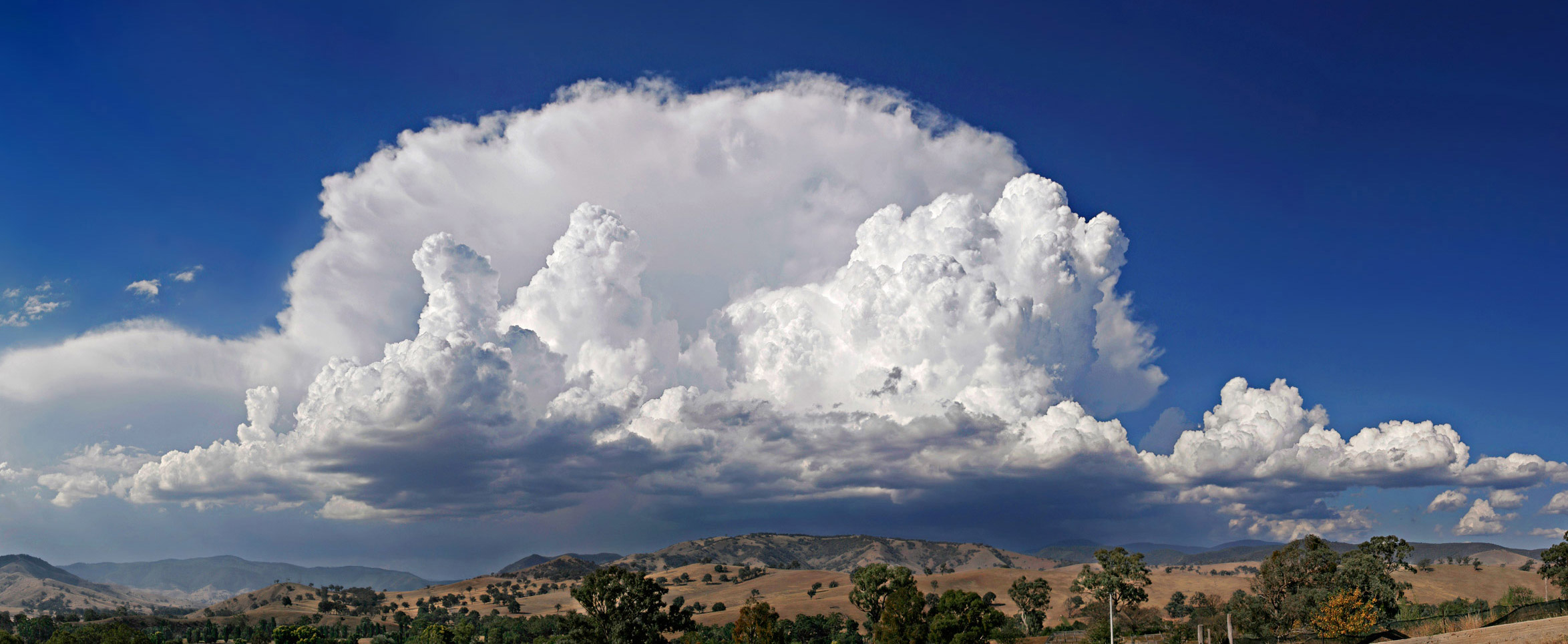
기화와 잠열은 구름와 폭풍에 에너지를 공급한다.

지구 대기권을 통한 다양한 기온 감률은 기상, 특히 대류권 내에서 매우 중요하다. 이들은 상승하는 공기 덩어리가 물이 구름을 형상하기 위해 응축되어, 구름을 형성하여 공기가 계속해서 상승하고 더 큰 소나기 구름을 형성할지의 여부와 이러한 구름이 균일하게 될지 여부를 결정하는 데 사용되거나 더 큰 형태와 적란운 구름(천둥 구름)을 형성하는지 결정한다.
불포화 공기가 상승하면, 그 온도는 건조 단열 감률을 타고 감소한다. 이슬점은 (공기 압력이 감소한 결과로) 훨씬 더 천천히, 전형적으로 1km 당 약 -2 °C로 감소한다. 불포화 공기가 충분히 높이 상승하면 결국 온도가 이슬점에 도달하고 응결이 되기 시작한다. 이 고도는 상승응결고도(LCL, Lifting Cndensation Level)와 대류응결고도(CCL, Convenctive Condensation Level)로 알려져 있다. 이 경우 공기 덩어리는 아래에서 대류 온도까지 강제 상승해야 한다. 구름의 최하층은 이러한 매개 변수로 묶인 레이어 내의 어딘가에 위치한다.
건조 단열 감률과 이슬점 감률의 차이는 1km 당 약 8 °C이다. 지상에서 온도와 이슬점 값의 차이가 주어지면 125m/°C를 곱하여 LCL을 쉽게 찾을 수 있다.
환경 감률이 습윤 단열 감률보다 낮으면 공기는 절대적으로 안정적이다. 상승하는 공기는 주변 공기보다 빠르게 냉각되어 부력을 잃는다. 이것은 종종 지상 근처의 공기가 방새 차가워지는 새벽에 발생한다. 안정된 대기에서의 구름 형성은 거의 없다.
환경 감률이 건조와 습윤 단열 감률 사이에 있는 경우 공기는 조건부로 불안정하다. 불포화된 공기는 LCL 또는 CCL로 상승하기에 충분한 부력이 없으며 양 방향으로 약한 수직 변위에서 안정적이다. 공기덩어리가 포화된 경우 불안정하고 LCL 또는 CCL로 상승하여 대류 억제 반전 층으로 은해 정지되거나 상승이 계속되면 습기가 많은 대류(DMC, Deep,Moist Convection)가 이어지거나 자유대류고도(LFC, Free Convective Layer)을 지나 평형고도(EL, Equilibrium Level)에 도달한다.
기상 학자들은 환경 감률을 측정하기 위해 라디오존데를 사용하고 공기가 상승할 가능성을 예측하기 위해 예측 된 단열감률과 비교한다. 환경감률과 비교한다. 환경감률 차트는 열역학 다이아그램으로 알려져 있으며, 예를 들어 SkewT-logP diagram과 tephigram이 있다.
습윤 단열 감률과 건조 단열 감률의 차이는 바람 현상(한국에서 "높새바람")의 원인이다. 따뜻한 습한 공기가 orographic 상승 및 산맥이나 큰 산 꼭대기를 통해 상승하기 때문에 이 현상이 존재한다. 온도는 건조단열감률을 타고 감소하여 공기 중의 수증기가 응결하기 시작하는 이슬점에 도달한다. 그 고도를 넘으면 공기가 계속해서 상승함에 따라 감률이 습윤 건조 단열 감률로 감소한다. 응결은 또한 일반적으로 산의 위쪽과 바람이 닿는 쪽에서 비가 내린다. 공기가 바람이 불어 오는 쪽에서 하강함에 따라 단열 압축에 의해 건조 단열 감률을 타고 기온이 상승한다. 또한 공기가 원래 수증기 함량의 대부분을 잃어 버렸기 때문에 하강하는 공기는 산의 바람이 불어가는 쪽에 건조한 지역을 만든다.

## 같이 보기
- 단열과정
- 유체역학
  - 유체동역학
- 푄 현상